# Station Bicester Village
Bicester Town is een spoorwegstation van National Rail in Bicester, Cherwell in Engeland. Het station is eigendom van Network Rail en wordt beheerd door Great Western Railway. Het oorspronkelijke station is gebouwd in 1910; het huidige stationsgebouw dateert uit 2015.